# Der erste tighte Wei$$e
Der erste tighte Wei$$e ist das dritte Studioalbum des deutschen Rappers DCVDNS. Es erschien am 7. Juli 2017 über das zur Universal Music Group gehörende Label Urban als Standard-Edition und Boxset, inklusive Chopped-&-Screwed-Version und Instrumentals.

## Produktion
Das Album wurde von den Musikproduzenten Wolfgang H, Sikk, Schlick Rick und Pyer produziert.

## Covergestaltung
Das Albumcover zeigt DCVDNS, der eine weiße Winterjacke trägt, die im Stil eines Raumanzuges gestaltet ist. Das Logo des Herstellers „POLO Jeans Company“ auf der Schulter ist eine Adaption der NASA Insignien. Zudem hat er eine verspiegelte Sonnenbrille auf, die drei Brillengläser hat, wobei eines das sogenannte „dritte Auge“ verdecken soll. Der Hintergrund ist weiß gehalten und auf Schriftzüge wurde verzichtet.

## Gastbeiträge
Auf drei Liedern des Albums treten neben DCVDNS weitere Künstler in Erscheinung. So hat die Hip-Hop-Gruppe Genetikk Gastauftritte bei den Songs KIDS und Looc Tsi Natas. Der Berliner Rapper Tamas ist auf DrPepper zu hören.

## Titelliste
| #  | Titel                    | Gastmusiker | Länge |
| -- | ------------------------ | ----------- | ----- |
| 1  | Atmosphäre               |             | 1:14  |
| 2  | Intro                    |             | 0:45  |
| 3  | Der erste tighte Wei$$e  |             | 3:58  |
| 4  | DrPepper                 | Tamas       | 3:10  |
| 5  | Internationaler Pimp     |             | 3:35  |
| 6  | Neuer alter Savas        |             | 3:13  |
| 7  | KIDS                     | Genetikk    | 3:35  |
| 8  | Freestyle                |             | 1:41  |
| 9  | Goldene Rolex am Schwanz |             | 2:19  |
| 10 | Mein Mercedes II         |             | 2:55  |
| 11 | Looc Tsi Natas           | Genetikk    | 3:47  |
| 12 | DDHHIM                   |             | 2:25  |

## Chartplatzierungen und Singles
Der erste tighte Wei$$e stieg am 14. Juli 2017 auf Platz 5 in die deutschen Albumcharts ein und belegte in der folgenden Woche Rang 44, bevor es die Top 100 verließ. In Österreich erreichte das Album Position 9 und in der Schweiz Platz 35.
Am 18. Mai 2017 wurde die erste Single Neuer alter Savas zum Download veröffentlicht. Die zweite Auskopplung zum Titelsong Der erste tighte Wei$$e folgte am 8. Juni 2017, und die dritte Single Internationaler Pimp erschien am 29. Juni 2017. Zu allen drei Liedern wurden auch Musikvideos gedreht.

## Rezeption
| Professionelle Bewertungen | Professionelle Bewertungen |
| -------------------------- | -------------------------- |
| Kritiken                   |                            |
| Quelle                     | Bewertung                  |
| Juice                      | [ 4 ]                      |
| laut.de                    | [ 5 ]                      |

Dominik Lippe von laut.de bewertete Der erste tighte Wei$$e mit vier von möglichen fünf Punkten. Bei dem Album überzeugten vor allem „die frei aufspielenden, einwandfrei geflowten Battle-Tracks“, wobei DCVDNS technisch und textlich gelobt wird. So ähnelten seine humoristischen Einlagen denen des Rappers Taktloss, auf den das Album auch Bezug nimmt. Dagegen seien einige Trap-Produktionen, wie DrPepper und Looc Tsi Natas, nur durchschnittlich. Zudem wird der teilweise übermäßige Einsatz von Auto-Tune kritisiert.
Sven Aumiller von MZEE schrieb, das Album „strotzt nur so vor freshen Ideen und der Liebe zum Detail“, sei allerdings auch zu kurz, „um richtig Fahrt aufzunehmen“. Erwähnung finden auch die vielen Reminiszenzen an alte HipHop-Klassiker, die DCVDNS in seine Texte einbaut.